# Indische Basketballnationalmannschaft der Damen
Die indische Basketballnationalmannschaft der Damen ist die Auswahl indischer Basketballspielerinnen, welche die Basketball Federation of India auf internationaler Ebene, beispielsweise in Freundschaftsspielen gegen die Auswahlmannschaften anderer nationaler Verbände, aber auch bei internationalen Wettbewerben repräsentiert. Größter Erfolg war der fünfte Rang bei der Asienmeisterschaft 2013. Im Jahr 1936 trat der nationale Verband dem Weltverband Fédération Internationale de Basketball (FIBA) bei. Im November 2013 wurde die Mannschaft auf dem 40. Platz der Weltrangliste der Frauen geführt.

## Internationale Wettbewerbe

### Indien bei Weltmeisterschaften
Die Mannschaft konnte sich bisher nicht für eine Weltmeisterschaft qualifizieren.

### Indien bei Olympischen Spielen
Bisher gelang es der Mannschaft nicht, sich für die olympischen Basketballwettbewerbe zu qualifizieren.

### Indien bei Asienmeisterschaften
Die Mannschaft kann bisher 16 Teilnahmen an der Asienmeisterschaft vorweisen:
| - 1965: nicht qualifiziert - 1968: nicht qualifiziert - 1970: 10. Platz - 1972: nicht qualifiziert - 1974: nicht qualifiziert - 1976: nicht qualifiziert - 1978: nicht qualifiziert - 1980: 7. Platz - 1982: 9. Platz - 1984: 7. Platz - 1986: 7. Platz - 1988: 8. Platz - 1990: 7. Platz | - 1992: 6. Platz - 1994: nicht qualifiziert - 1995: nicht qualifiziert - 1997: 9. Platz - 1999: nicht qualifiziert - 2001: 8. Platz - 2004: 7. Platz - 2005: 10. Platz - 2007: 7. Platz - 2009: 6. Platz - 2011: 6. Platz - 2013: 5. Platz - 2015: qualifiziert |